# Šamil'skij rajon
Lo Šamil'skij rajon (in russo Шамильский район?) è un municipal'nyj rajon della Repubblica autonoma del Daghestan, in Caucaso.